# Itō Sukeyuki
Itō Sukeyuki est un nom japonais traditionnel ; le nom de famille (ou le nom d'école), Itō, précède donc le prénom (ou le nom d'artiste).
Le comte Itō Sukeyuki (伊東 祐亨, 20 mai 1843 – 16 janvier 1914) est un amiral de la marine impériale japonaise.

## Biographie
Né dans l'actuelle ville de Kagoshima, Itō est le fils d'un samouraï du domaine de Satsuma. Il étudie l’architecture et l'artillerie navales au centre d'entraînement naval de Kōbe avec Sakamoto Ryōma et Mutsu Munemitsu. Il participe à la guerre anglo-Satsuma comme membre de la marine du domaine de Satsuma. Avant la guerre de Boshin, il a déjà déménagé à Edo et a placé ses compétences navales au service des forces luttant pour renverser le shogunat Tokugawa. Il échappe à l'incendie de la résidence du domaine de Satsuma à Edo et combat dans de nombreux affrontements navals de la guerre de Boshin.
Après la restauration de Meiji de 1868, Itō est nommé lieutenant et sert sur la corvette Nisshin (en) dans la toute nouvelle marine impériale japonaise, commandant ce navire à partir de 1877. Promu capitaine de vaisseau en 1882, il sert sur de nombreux navires, et notamment sur le Ryūjō (en), le Fusō (en), et le Hiei (en). En 1885, il est nommé responsable de l'arsenal naval de Yokosuka. La même année, il se rend au Royaume-Uni pour ramener le Naniwa (en) au Japon.
Le 15 juin 1886, il est promu contre-amiral et nommé commandant de l'académie navale impériale du Japon. Il est promu vice-amiral le 12 décembre 1892 et fait commandant du district naval de Yokosuka. Le 20 mai 1893, il devient commandant-en-chef de la flotte de préparation.
En 1894, la première guerre sino-japonaise déclenchée, il devient le premier commandant-en-chef de la flotte combinée et gagne plusieurs batailles navales contre la flotte de Beiyang chinoise de l'amiral Ding Ruchang, en particulier la bataille du fleuve Yalou.
Le 11 mai 1895, Itō devient chef de l'État-major de la marine impériale japonaise. Le 5 août 1898, il est anobli avec le titre de shishaku (vicomte) selon le système nobiliaire kazoku. Il est promu amiral le 28 septembre 1898.

L'amiral Itō acceptant la reddition des forces chinoises après la bataille de Weihaiwei (ukiyo-e de Migita Toshihide, novembre 1895).

Durant la guerre russo-japonaise, il continue de servir comme chef de l'État-major de la marine. Après ce conflit, il devient gensui (amiral de la flotte) le 31 janvier 1905 et reçoit le titre de hakushaku (comte) en 1907. Il est décoré de l'ordre du Milan d'or (1re classe) et du grand cordon de l'ordre du Chrysanthème.
Itō affirmait n'avoir absolument aucun intérêt pour la politique, mais était officieusement considéré comme l'un des genrō par ses contemporains.
Il meurt en 1914. Sa tombe se trouve au temple Kaian-ji à Shinagawa.